# Sirloin Stockade

Sirloin Stockade Steakhouse & Buffet es una cadena estadounidense de restaurantes de carnes estilo buffet libre y estilo familiar fundada en Oklahoma City, Oklahoma, en 1966. La marca propiedad de Stockade Companies ha gestionado más de 80 restaurantes en Estados Unidos y México, a través de una combinación de establecimientos propios y franquiciados.
En los últimos años, algunos restaurantes Sirloin Stockade han cerrado, incluidos algunos que estuvieron en actividad durante décadas. A fecha de abril de 2024, solo quedan nueve restaurantes, con sucursales en Kentucky, Misuri, Oklahoma y Texas.
Cada restaurante suele tener entre 8000 y 9000 pies cuadrados (740 y 840 m²) de tamaño y tiene entre 100 y 115 empleados. 

## Historia
El primero de varios locales fue fundado en 1966 por William Keele en Oklahoma City, Oklahoma. Durante sus primeros años en la década de 1970, este local inicial se hizo famoso por una vaca ornamental gigante de plástico de 1800 libras (820 kg); pronto se convirtió en un elemento característico de la cadena. Otros locales adoptaron esta peculiar práctica y presentaron vacas ornamentales grandes montadas en remolques o sobre carteles exteriores, y esa práctica todavía se mantiene en algunos de los locales en la actualidad.
Esto hizo que el tamaño de la familia Sirloin Stockade creciera a 28 restaurantes propios y administrados y 74 locales franquiciados en 2008. En diciembre de 2014, un Sirloin Stockade en Galesburg, Illinois, fue noticia cuando dejó de servir bistec en su bufé debido a los altos precios de la carne de vacuno y de otros alimentos; sin embargo, el bistec siguió siendo un elemento del menú. 

## Menú
Los restaurantes Sirloin Stockade ofrecen un buffet libre,   sirviendo desayuno, almuerzo y cena. La comida de Sirloin Stockade incluye filetes a la parrilla, pollo y camarones fritos. Además incluye postres de todo tipo 